# HD 134373
HD 134373，又名CD-2510758，SAO 183237、HR 5641，是一颗恒星，视星等为5.76，位于銀經337.87，銀緯26.96，其B1900.0坐标为赤經15h 4m 23.6s，赤緯-25° 26.96′ 5″。